# Disposta a tutto (film 2008)
Disposta a tutto (Wisegal) è un film per la televisione del 2008 diretto da Jerry Ciccoritti e interpretato da Alyssa Milano, James Caan e Jason Gedrick. 
Trasmesso negli Stati Uniti il 15 marzo 2008 sulla rete via cavo Lifetime con oltre 3 milioni di telespettatori, nel 2009 il film ha vinto un WIN Award come miglior prodotto televisivo, oltre ad aver ottenuto una nomination per Alyssa Milano come miglior attrice protagonista.

## Trama
La giovane Angie, una ragazza povera e sola, dà alla luce una bellissima bambina, che chiama Patty. Timorosa di non riuscire a sopportare le spese economiche, Angie accarezza l'idea di abbandonare la figlia davanti alla chiesa di St. Peter, a New York. Ma cambia subito idea e decide di tenere con sé la piccola, che cresce diventando una ragazza bella e intelligente. Un giorno, alla stazione dov'è solita stare con la madre, una senzatetto, Patty incontra il poliziotto Dante Montanari, che ben presto diviene suo marito. Dopo un matrimonio felice allietato dalla nascita di due bambini, Dante muore a causa di un tumore. Rimasta sola con i figli e una casa a cui badare, Patty arranca per non abbandonare la normale routine che, dopo tanti sacrifici, è riuscita a crearsi. Ma non riuscendo a trovare un lavoro in pieno periodo natalizio, Patty cede alle lusinghe dall'affascinante Frank Russo, appartenente al clan mafioso di Salvatore Palmeri, che le offre una posizione all'interno del clan e le promette la gestione di un locale da poco requisito ad un debitore poi eliminato. Bisognosa di un lavoro per mantenere la famiglia, Patty accetta. Entra così in un giro infernale fatto di violenza, soldi, pericolo costante e valori effimeri, al fianco di Frank che si rivelerà un uomo spregevole e senza alcuna morale, attratto solo dal suo aspetto fisico. Stanca di una vita costantemente sotto pressione, minacciata dalle pistole della "famiglia", Patty decide di lasciare il clan mafioso di Palmieri. Ma la via della salvezza non sarà senza difficoltà.